# Синагога Триеста
Триестская синагога (итал. Sinagoga di Trieste; ивр. בית הכנסת בטריאסטה‎) — синагога на площади Вирджилио Джиротти в городе Триест, в Италии. Открыта в 1912 году и является одним из самых больших религиозных зданий приверженцев ортодоксального иудаизма в Европе.

## История
До строительства современной синагоги в Триесте евреи совершали богослужения в четырёх небольших зданиях, которые находились в еврейском гетто в районе Риборго. В XIX веке с началом эмансипации евреев на территории Австро-Венгрии еврейской общиной Триеста было принято решение о строительстве новой большой синагоги.
В 1903 году был объявлен международный архитектурный конкурс на проект здания, который потерпел неудачу. Проект был заказан местным архитекторам Руджеро и Ардуино Берламам, которыми 1908 году было начато строительство, завершившееся открытием новой синагоги 21 июня 1912 года. После присоединения Триеста к Королевству Италия по итогам Первой мировой войны в 1918 году строение стало одной из четырёх великих синагог на территории итальянского государства; тремя другими синагогами были храмы в Риме, Генуе и Ливорно.
В 1938 году, после утверждения в Королевстве Италия фашистских расовых законов, синагога в Триесте была закрыта. Во время Второй мировой войны и нацистской оккупации города, здание использовалось, как склад для книг и произведений искусства, украденных оккупантами. Ритуальная серебряная мебель, принадлежавшая синагоге, была спрятана евреями внутри здания и осталась нетронутой.

## Архитектура
Монументальное здание, облицованное бетоном, прямоугольной формы с главным куполом, тремя половинными куполами и прямоугольной башней представляет собой базилику адаптированную под нужды иудейского культа. Синагога расположена на трёх проспектах с фасадами на улицы Доницетти, Святого Франциска и Дзанетти, которые оформлены рядом повторяющихся фризов и орнаментов с окном-розой в виде звезды Давида. У здания два входа: большой, увенчанный башней, который находится на улице Доницетти и используется лишь во время важных праздников, и малый, расположенный на улице Святого Франциска, для повседневного посещения синагоги.
Внутри здание имеет три нефа и апсиду, украшенную золотой мозаикой. Зал ориентирован на большой синагогальный ковчег с дверьми из позолоченной бронзы, который венчает эдикула из розового гранита, четырьмя колоннами поддерживающая скрижали закона. В обрамлении ковчега две больших меноры на мраморной балюстраде изображают снопы пшеницы, которые символизируют еврейскую общину Триеста. Балкон женской галереи выходит на синагогальный ковчег с трёх сторон. В женской галерее над входом в помещение, внутри цилиндрического свода, находится большой орган, украшенный звездами Давида. Пол центрального зала оформлен черно-белой мозаикой. Потолок с большим куполом украшен люстрами, надписями из священного писания и различным декором. От центрального зала мраморными колоннами, поддерживающими арки, отделён атриум. Культовый комплекс, кроме синагоги, включает молельню, общественные помещения, архив, библиотеку и микву.